# Sefuwa
Die Sefuwa, manchmal auch Sayfuwa, Sayfawa oder Saifawa geschrieben, sind eine Dynastie, die seit 1068 zunächst über Kanem, dann über Kanem-Bornu und schließlich über Bornu bis 1846 im Gebiet des Tschadsees herrschte.

## Geschichte

### Name und Ursprung
Die Königschronik von Kanem-Bornu, der Dīwān hat die Reihung: Sef, Abraham (arabisch: Ibrāhīm), Dugu. Der Namensgeber war nach neueren Forschungen wahrscheinlich Sargon von Akkad (2334-2279). Dieser wurde scheinbar unter seinem sumerischen Königstitel sipa „Hirte“ erinnert. Deshalb ist der richtige Name der Dynastie auch Sefuwa und nicht Sayfuwa oder Sayfawa (nach Sayf ibn Dhī Yazan).

### Staatengründung durch die Duguwa
Nach dem Zerfall des assyrischen Reiches 612 v. Chr. gelangten Fluchtgruppen aus Syrien-Palästina in das Gebiet östlich des Tschadsees und gründeten dort den Staat Kanem. Aus der nachstehenden Herrscherliste des Dīwān lassen sich einige Schlussfolgerungen über die ethnische Zusammensetzung der Duguwa ziehen (eigentlich: Sefuwa-Duguwa). Der Name Dugu gibt zu erkennen, dass die Duguwa unter Führung von ehemaligen deportierten Babyloniern standen.

### Machtantritt der Sefuwa
Im Verlauf der Islamisierung verdrängten die eigentlichen Sefuwa unter Hume ab 1068 die Duguwa und errichteten ihre dynastische Herrschaft über das große Tschadreich. Aufgrund des Namens des Dynastiegründers lautet der vollständige Name der Dynastie Sefuwa-Humewa. Seit spätestens dem 13. Jahrhundert wurde Sef aufgrund der Namensähnlichkeit mit dem vorislamischen jemenitischen Helden Sayf ibn Dhī Yazan identifiziert. Aufgrund dieser irrtümlichen Gleichsetzung wird der Dynastiename häufig auch  als Sayfuwa oder Sayfawa wiedergegeben.

### Herrschaft der Sefuwa
Die Sefuwa herrschten in der ersten Periode über Kanem, dann über Kanem und Bornu und nach ihrer Vertreibung aus Kanem durch die Bulala nur noch über Bornu und weitere Vasallenstaaten westlich und südlich des Tschadsees. Die Geschichte der Sefuwa-Humewa ist insofern weitgehend identisch mit der des Reiches von Kanem-Bornu.

### Sturz der Sefuwa
Der Sturz der Sefuwa wurde zu Beginn des 19. Jahrhunderts durch den Fulani-Dschihad eingeleitet. Nach dem Fall ihrer Hauptstadt Birni Gazargamo riefen die Sefuwa 1808 den wehrhaften Gelehrten al-Amīn al-Kānemī zu Hilfe. Diesem gelang es zwar der Fulani Herr zu werden, aber gleichzeitig hielt er an der neu gewonnenen Macht fest. Damit wurden die Sefuwa mehr und mehr marginalisiert. In einem letzten verzweifelten Akt verbündete sich Ibrahim ibn Ahmad 1846 mit dem Sultan von Wadday. Doch das Komplott flog auf und alle Mitglieder der Sefuwa, die den al-Kanemi in die Hände fielen, wurden hingerichtet. Es ist unbekannt, ob es noch heute Nachkommen der Sefuwa gibt.

## Tabellen
| Name des Königs         | Historischer Name und Datierung   | Identität                                               |
| ----------------------- | --------------------------------- | ------------------------------------------------------- |
| (1) Sef                 | Sargon von Akkad (2334–2279)      | Gründer des Akkadischen Weltreiches                     |
| (2) Ibrahim             | Abraham                           | Legendärer Stammvater Israels                           |
| (3) Dugu                | Hammurabi (1792–1750)             | Gründer des Babylonischem Reiches                       |
| (4) Fune                | Pûl/Tiglat-Pilesar III. (744–727) | Gründer des Neuassyrischen Weltreiches                  |
| (5) Arsu                | Rusâ/Ursâ I (730–713)             | 6. König von Urartu                                     |
| (6) Katur               | Kutir-Nahhunte (1185–1155)        | 85. König von Elam                                      |
| (7) Buyuma              | Bunuma-Addu (ca. 1770)            | 1. König von Nairi                                      |
| (8) Bulu                | Nabopolassar (626–605)            | Gründer des Neubabylonischen Weltreiches                |
| (9) Arku                | Assur-uballit II. (612–609)       | Letzter König Assyriens                                 |
| (10) Shu                | Sammuramat/Semiramis (810–807)    | Regentin während der Jugend Adad-niraris III. (810–783) |
| Unbekannt               | ?                                 | ?                                                       |
| Kak.r.ah                | Lokaler König ca. 870 CE          |                                                         |
| Unbekannt               | ?                                 | ?                                                       |
| (11) Abd al-Jalil/Selma | Erster Duguwa König (1064–1068)   | Erster muslimischer König Kanems                        |

Sefuwa-Humewa Könige in Kanem
| Hume oder Hummay                  | 1068–1080 |
| Dunama I.                         | 1080–1133 |
| Bir I. oder Biri I.               | 1133–1160 |
| Abdullah I. oder Bikorom          | 1160–1176 |
| Abd al-Jalil II. oder Salmama II. | 1176–1203 |
| Dunama II. Dibbalemi              | 1203–1242 |
| Kaday I.                          | 1242–1270 |
| Biri I. oder Kashim Biri          | 1270–1290 |
| Ibrahim I.                        | 1290–1310 |
| Abdallah II.                      | 1310–1328 |
| Salmama II.                       | 1328–1332 |
| Kuri I. oder Kuri Ghana           | 1332–1333 |
| Kuri II. oder Kuri Kura           | 1334–1335 |
| Muhammed I.                       | 1334–1335 |
| Idris I. Nikale                   | 1335–1359 |
| Dawud I. Nikale                   | 1359–1369 |
| Uthman I.                         | 1369–1373 |
| Uthman II.                        | 1373–1375 |
| Abu Bakr Liyatu                   | 1375–1376 |
| Umar I.                           | 1376–1381 |

Sefuwa Könige in Bornu
| Said                     | 1381–1382  |
| Kaday II.                | 1382–1383  |
| Bir III.                 | 1383–1415  |
| Uthman III. Kaliwama     | 1415–1415  |
| Dunama III.              | 1415–1417  |
| Abdallah III. Dakumuni   | 1417–1425  |
| Ibrahim II.              | 1425–1433  |
| Kaday III.               | 1433–1434  |
| Ahmad Dunama IV.         | 1434–1438  |
| Muhammad II.             | 1438       |
| Amr                      | 1438–1439  |
| Muhammad III.            | 1439       |
| Ghaji                    | 1439–1444  |
| Uthman IV.               | 1444–1449  |
| Umar II.                 | 1449–1450  |
| Muhammad IV.             | 1450–1455  |
| Ali Ghajideni            | 1455–1487  |
| Idris Katarkamabi        | 1487–1509  |
| Muhammad V. Aminami      | 1509–1538  |
| Ali II.                  | 1538–1539  |
| Dunama V. Ngumarsmma     | 1539–1557  |
| Abd Allah                | 1557–1564  |
| Aissa Kili               | (legendär) |
| Idris Alauma             | 1564–1596  |
| Muhammad VI. Bukalmarami | 1596–1612  |
| Ibrahim III.             | 1612–1619  |
| Umar (Hadj)              | 1619–1639  |
| Ali II.                  | 1639–1677  |
| Idris IV.                | 1677–1696  |
| Dunama VII.              | 1696–1715  |
| Hamdan (Hadj)            | 1715–1729  |
| Muhammad VII.            | 1729–1744  |
| Dunama VIII. Gana        | 1744–1447  |
| Ali IV.                  | 1747–1792  |
| Ahmad                    | 1792–1808  |
| Dunama IX. Lefiami       | 1808–1816  |
| Muhammad VIII.           | 1816–1820  |
| Ibrahim IV.              | 1820–1846  |
| Ali V. Dalatumi          | 1846       |

## Bibliographie
- Heinrich Barth: Chronological table, containing a list of the Sefuwa. In: Travel and Discoveries in North and Central Africa. Band II, New York, 1858, S. 581–602.
- Dierk Lange: Le Dīwān des sultans du Kanem-Bornu. Wiesbaden 1977.
- The Founding of Kanem by Assyrian Refugees ca. 600 BCE: Documentary, Linguistic, and Archaeological Evidence (PDF; 1,6 MB), Boston, Working Papers in African Studies N° 265.
- Nehemia Levtzion und John Hopkins: Corpus of Early Arabic Sources for West African History, Cambridge 1981 (unveränderte Neuauflage Princeton 2000).
- Abdullahi Smith: The early states of the Central Sudan. In: J. Ajayi, M. Crowder (Hrsg.): History of West Africa. Band I, 1. Ausg., London, 1971, S. 158–183.
- Louis Brenner: The Shehus of Kukawa. Oxford 1973.